# 葛井親王
葛井親王（日语：／ Fujīshinnō/Kadoishinnō，798年—850年5月16日）是日本平安時代初期親王，父親是桓武天皇，官位為三品大宰帥。

## 經歷
延曆22年（803年），6歲的葛井親王便獲准帶劍。弘仁10年（819年），他獲任命為四品兵部卿。後來，由於親王任國的關係，先後擔任上野太守和常陸太守，在承和8年（841年）升至三品。嘉祥3年（850年）正月，他獲任命為大宰帥，但是在同年4月2日死去，享年51歲。最終官位是大宰帥三品。
葛井親王自幼便天資聰穎，擅於隨機應變，並且繼承母親坂上春子出身的武家坂上氏的風格，擅長射箭。另外，他亦喜看聲樂，尤其擅於管弦樂。晩年時則好酒，志在燕樂，連夜舉行酒宴。
有次，嵯峨天皇在豐樂院觀賞射禮後，讓一眾親王和群臣嘗試射箭，天皇亦抱著好玩的心情，讓當時年僅12歲的葛井親王射箭，葛井親王卻意外地百發百中。同場的外祖父坂上田村麻呂對此又驚又喜，不禁將葛井親王抱起歡呼。然後，田村麻呂向天皇說道自己曾領兵十萬擊敗東夷，現在回想起來，雖然很多時候也沒有考慮戰略和兵法，但是有賴朝廷的威光而勢如破竹，而葛井親王自幼便精於武藝，我也比不上他。天皇聞言大笑，反認為田村麻呂的說法言過其實。

## 系譜
- 父：桓武天皇
- 母：坂上春子（日语：坂上春子）（坂上田村麻呂之女）
- 妻：齊子內親王（嵯峨天皇皇女）[2]
- 生母不詳的子女
  - 長男：基兄王（日语：基兄王）
  - 男子：基棟王（日语：基棟王）
  - 男子：棟氏王（日语：棟氏王）
  - 男子：棟良王（日语：棟良王）
  - 男子：棟貞王（日语：棟貞王）